# Elígeme (película)
Elígeme (título original Choose me) es una película estadounidense dirigida y escrita en 1984 por Alan Rudolph, basada en  La ronda de Arthur Schnitzler, protagonizada por Keith Carradine, Lesley Ann Warren y Geneviève Bujold. Elígeme es un ensayo fílmico acerca de las relaciones íntimas, se convirtió en una de las películas independientes más aclamadas de la década de los 80 y un icono de modernidad audiovisual de la época.
El eslogan de la película es «En el medio de la noche, cuando no hay nadie más...»

## Sinopsis
Se trata de una película atmosférica e inquietante donde se muestra un carrusel de personajes que buscan desesperadamente relacionarse en las noches de Los Ángeles recurre al consejo de la doctora Nancy Love (Geneviève Bujold), responsable de un consultorio radiofónico que en su vida personal es algo neurótica y apenas tiene experiencia ni en el amor ni en el sexo. Todo cambia cuando ella se introduce en ese círculo hasta acabar atrapada entre dos amantes: un enigmático trotamundos (Keith Carradine) y la propietaria del pub Eve Lounge (Lesley Ann Warren). Cada personaje, con sus luces y sus sombras, su encanto y su desdicha, recorre un arco que lleva hacia la anagnórisis. 

## Cast
| Actor/Actress     | Role                        |
| ----------------- | --------------------------- |
| Geneviève Bujold  | Nancy                       |
| Keith Carradine   | Mickey                      |
| Lesley Ann Warren | Eve                         |
| Patrick Bauchau   | Zack Antoine                |
| Rae Dawn Chong    | Pearl Antoine               |
| John Larroquette  | Billy Ace                   |
| Edward Ruscha     | Ralph Chomsky               |
| Gailard Sartain   | Mueller                     |
| Robert Gould      | Lou                         |
| John Considine    | Dr. Ernest Greene           |
| Henry G. Sanders  | Administrador de l'hospital |
| Jodi Buss         | Babs                        |
| Sandra Will       | Ida                         |
| Mike Kaplan       | Harve                       |
| Russell Parr      | Bradshaw                    |

## Recepción
Alan Rudolph se convirtió en objeto de culto dentro del panorama independiente estadounidense. Empezó como protegido de Robert Altman, a quien ayudó en cintas como  Nashville. Esta fue la primera cinta con quien luego sería su actor fetiche, Keith Carradine, con quien colaboraría en cinco ocasiones. Con su compañera de reparto, Geneviève Bujold, volvería a coincidir en Los modernos e Inquietudes, ambas veces bajo las órdenes de este mismo director.
Tal encumbramiento tiene justificación en su obra: en este caso, bajo la apariencia de una forma natural de retratar la realidad, la película supone un ejercicio de estilo, muy marcado por la época en que fue hecho y que al mismo tiempo quiere reflejar, ya desde el mismo cartel del filme, con un lenguaje cercano a los videoclips del momento, y un toque de oscuro desasosiego, todo ello gracias a una espléndida dirección de arte y fotografía de exorbitantes movimientos de cámara. Bajo esa sencillez la atención al detalle es máxima: el simbolismo de las pinturas y carteles que aparecen en cada escena supone un comentario de subtexto sobre lo que está ocurriendo. La dirección de actores es vital, ensayada para poder desarrollarla sin trabas, pero con libertad creativa para la interpretación. Y todo esto, de alguna manera más o menos inconsciente, traspasó al espectador, que vio reflejada su época sin prejuicios.

### Premios
Festival Internacional de Cine de Toronto 1984: Premio de la crítica FIPRESCI.
El film fue seleccionado para su exhibición en el Festival de Cannes de 1984.